# Скосен стоидвадесетоклетъчник
Скосеният стоидвадесетоклетъчник е еднообразен изпъкнал многоклетъчник. Броят клетки е 1920. Той има 120 ромбикосидодекаедъра, 1200 триъгълни призми и 600 октаедъра. Той има 3600 върха, 10800 ръба и 9120 стени (4800 триъгълника, 3600 квадрата и 720 петоъгълника). Връхната фигура е клин.

## Алтернативни имена
- Скосен стоидвадесетоклетъчник (Норман У. Джонсън)
- Скосен хекатоникосахорон
- Скосен полидодекаедър
- Малък ромбихекатоникосахорон (Акроним srahi)(Джордж Олшевски и Джонтън Бауърс)[1]
- Амбо-02 полидодекаедър (Джон Конуей)